# زاو
زاو  هي بلدية في اليابان، وبلدة في اليابان، تقع في مياغي، بلغ عدد سكانها 11,918  نسمة وذلك حسب إحصائيات سنة 2018، تبلغ مساحتها 152.83 كيلومتر مربع.